# Mentor (dijaški list)
Mentor : list za srednješolsko dijaštvo (COBISS) je bil dijaški list, ki je izhajal najprej v Šentvidu, nato pa (od 1908 do 1941) s prekinitvijo (od 1919 do 1921) v Ljubljani.
Uredniki lista so bili: Anton Breznik, Joža Lovrenčič, Franc Omerza in Blaž Poznič. Izdajatelj je bil Zavod Sv. Stanislava.